# Brasidas

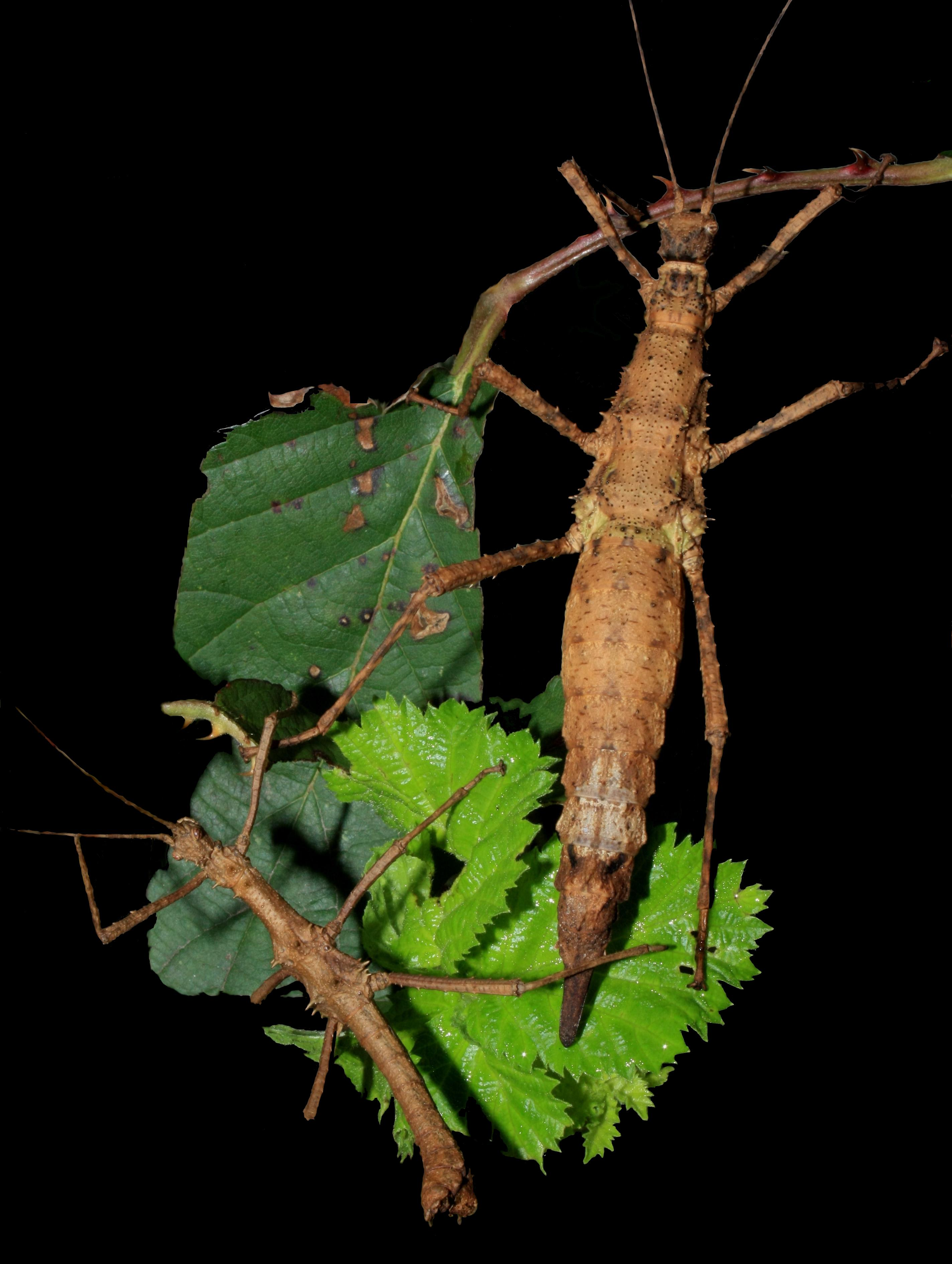
Két Brasidas foveolatus

A Brasidas a rovarok (Insecta) osztályának a botsáskák (Phasmatodea) rendjéhez, ezen belül a Heteropterygidae családjához és az Obriminae alcsaládjához tartozó nem.

## Rendszerezés
A nembe az alábbi fajok és alfajok tartoznak:
- Brasidas acanthoderus
- Brasidas foveolatus
  - Brasidas foveolatus asper
  - Brasidas foveolatus foveolatus
- Brasidas montivagus
- Brasidas samarensis
- Brasidas viscayanus